# Gonzalo Rubalcaba
Gonzalo Rubalcaba (La Habana, 27 de mayo de 1963) es un pianista y compositor cubano de jazz. Su nombre completo es Julio Gonzalo González Fonseca.

## Biografía
Encuadrado en la era posbop, Rubalcaba es un virtuoso instrumentista que está considerado como una de las principales figuras del jazz afrocubano.
Miembro de una destacada familia de músicos. Inició sus estudios de música en el Conservatorio Manuel Saumell (en La Habana) y más tarde los continuó en el Amadeo Roldán, donde también estudió percusión. Posteriormente recibió lecciones de la gran pedagoga y pianista Ñola Sahig y en el Instituto Superior de Arte estudió composición con Roberto Valera y Carlos Fariñas.
Desde los 14 años trabajó en varias orquestas y acompañando a solistas como la cubana Beatriz Márquez, con la cual asistió en 1980 al Festival Internacional de Buga (Colombia), donde ganó el primer premio de orquestación. En esta primera etapa de formación creó en 1978 su propio grupo, Proyecto, en el cual se desempeñó como baterista, pianista, compositor y arreglista hasta finales de los años ochenta en que consolidó su carrera internacional como solista. En las primeras ediciones del festival Jazz Plaza de La Habana llamó mucho la atención con sus solos de piano, su rica improvisación y derroche rítmico. Creaciones de esos años son «Nueva cubana», «Pisando el césped», «Pergamín», «Rapsodia española», recogidas en sus discos LP La nueva cubana (1984) y Concatenación I y Concatenación II (1986).
En el festival Jazz Plaza 1986 impresionó al gran trompetista estadounidense Dizzy Gillespie, en ese encuentro grabaron juntos el LP Gillespie en vivo con Gonzalo Rubalcaba. En 1986 firmó contrato con la disquera alemana Messidor para la que grabó los discos Gonzalo Rubalcaba (1986), Live in Havana (1986), Mi gran pasión (1987) y Giraldilla (1989).
Antes de concluir los años ochenta había conquistado los premios EGREM (1986 y 1987, premio en el Festival Benny Moré 1987, además de un amplio reconocimiento internacional por sus discos y giras por Japón, Canadá, Brasil, Grecia, España y otros países. En 1987 grabó con la Orquesta Sinfónica Nacional cubana el disco Concierto negro, su primera incursión en la música sinfónica aunque sin abandonar el latin jazz, donde combinó elementos yorubas con música cubana y otros géneros. Al año siguiente redujo su grupo a cinco integrantes y enriqueció su labor con medios computarizados, en esta línea una de sus primeras partituras fue la concebida para el filme Cartas del parque, de Tomás Gutiérrez Alea.
En esa década desarrolló una técnica de corrimiento de patrones rítmicos y armónicos, relacionados con el guajeo (tumbao).
Desde 1992 fijó su residencia en República Dominicana, incrementando desde entonces sus giras por el mundo y sus grabaciones discográficas. Para el sello Blue Note ha grabado más de 10 discos, entre ellos Discovery (1990), The Blessing (1991), Suite 4 y 20 (1992), Live in the USA (1994-96), Antiguo (1997), The Trío (1998) y Supernova (2002), varios de ellos nominados al Grammy. Con el disco Supernova obtuvo el Grammy Latino 2002 y en el 2006 obtuvo nuevamente ese galardón con el disco titulado Solo.
En estos últimos años ha continuado sus presentaciones junto a su trío y con otras importantes figuras y agrupaciones de salsa, el jazz y otros géneros. Ha participado en discos de Isaac Delgado, Juan Luis Guerra (Bachata rosa), Francisco Céspedes (Con permiso de Bola) y Charlie Haden (Nocturno).
Actualmente reside en la ciudad estadounidense de Fort Lauderdale (Florida).

## Discografía
- 1987: Concierto negro.
- 1987: Mi gran pasión.
- 1989: Live in Havana.
- 1990: Giraldilla.
- 1990: Discovery: live at Montreux.
- 1991: The blessing.
- 1991: Images: live at Mt. Fuji.
- 1992: Suite 4 y 20.
- 1992: Rapsodia.
- 1993: Imagine.
- 1993: Diz.
- 1995: Concatenación.
- 1997: Flying colors, con Joe Lovano
- 1998: Antiguo.
- 1999: Inner voyage, con Michael Brecker
- 2001: Supernova.
- 2001: Inicio.
- 2001: Nocturne, con Charlie Haden
- 2004: Paseo.
- 2004: Land of the sun, con Charlie Haden
- 2006: Solo.
- 2008: Avatar.
- 2010: Fe.
- 2015: Tokyo Adagio, con Charlie Haden
- 2017: Minione, con Anna Maria Jopek